# منتخب إستونيا لكرة السلة للسيدات
منتخب إستونيا الوطني لكرة السلة للسيدات (بالإستونية: Eesti naiste korvpallikoondis) هو ممثل إستونيا الرسمي في المنافسات الدولية في كرة السلة للسيدات.